# ATV Edoardo Amaldi
ATV Edoardo Amaldi bądź Automatyczny Statek Transportowy nr 3 – operowany przez Europejską Agencję Kosmiczną bezzałogowy kosmiczny pojazd zaopatrzeniowy mający na celu dostarczenie zapasów na Międzynarodową Stację Kosmiczną, trzeci z serii ATV (zaraz po pojazdach Jules Verne z 2008 i Johannes Kepler z 2011). Nazwany został na cześć włoskiego fizyka Edoardo Amaldiego (1908-1989).
ATV Edoardo Amaldi do Gujańskiego Centrum Kosmicznego (Kourou, Gujana Francuska) trafił z hali montażowej EADS Astrium w Bremie (RFN) w sierpniu 2011 na serię testów i załadunek oraz przygotowania do startu. Start za pomocą rakiety Ariane 5 ES odbył się z wyrzutni ELA-3 23 marca 2012 o 04:31 czasu Greenwich. 5 dni później zadokował do portu rufowego modułu DOS-8 Zwiezda, dostarczając 6595 kg zaopatrzenia dla załogi Ekspedycji 30 i Ekspedycji 31, oraz za pomocą silników głównych podwyższając orbitę stacji. Edoardo Amaldi odłączył się od ISS 28 września 2012 o 21:44 GMT (pierwotny termin odłączenia planowany był na 25 września, jednak został przesunięty z powodu niewłaściwej komendy). Na polecenie centrum kontrolnego dla pojazdów ATV w Tuluzie pojazd załączył swoje silniki w celu deorbitacji, po czym uległ destrukcji 4 października 2012 wraz z odpadami ze stacji.

## Ładunek
Źródło: ESA
| Ładunek                                                     | Masa    |
| ----------------------------------------------------------- | ------- |
| Paliwo służące do zasilania silników w celu korekcji orbity | 3150 kg |
| Paliwo dla stacji                                           | 860 kg  |
| Tlen                                                        | 100 kg  |
| Woda                                                        | 285 kg  |
| Pozostałe (prowiant, ubrania, sprzęt)                       | 2200 kg |
| RAZEM                                                       | 6595 kg |

Oprócz wyżej wymienionych rzeczy ATV-3 wyniósł również kopię listu napisanego przez Amaldiego w 1958, w którym przedstawił swoją wizję europejskiej pokojowej (niezarządzanej przez wojsko) organizacji ds. badań kosmosu.